# Melormenis roscida
Melormenis roscida är en insektsart som beskrevs av Caldwell och Martorell 1935. Melormenis roscida ingår i släktet Melormenis och familjen Flatidae. Inga underarter finns listade i Catalogue of Life.